# Coddington Formfaktor
Der Coddington Formfaktor,
{\displaystyle q:={\frac {R_{2}+R_{1}}{R_{2}-R_{1}}}}
beschreibt in der Optik die Form einer sphärischen Linse in Bezug zur Lichteinfallsrichtung, mit den Krümmungsradien {\displaystyle R_{1}} und {\displaystyle R_{2}}. Die Vorzeichen der Krümmungsradien sind entsprechend der Lichteinfallsrichtung definiert. Eine bikonvexe Linse hat somit den Formfaktor 0. Je nach Lichteinfallsrichtung besitzen plan-konvexe Linsen den Formfaktor +1 oder −1. Benannt ist der Formfaktor nach Henry Coddington, der in seinem Buch von 1829 die sphärische Aberration von Linsen mit verschiedenen Krümmungsradien verglich.

## Anwendung

Longitudinale sphärische Aberration (LSA) für parallelen Lichteinfall als Funktion des Coddington Formfaktors q, für ein Linsenmaterial mit Brechungsindex 1.5. In der Bildmitte ist die Linsenform skizziert. Der Pfeil symbolisiert die Lichteinfallsrichtung.

Der Coddington Formfaktor wird verwendet um die sphärische Aberration als Funktion der Linsenform darzustellen (siehe Graphik). Für parallelen Lichteinfall gibt es einen idealen Formfaktor, {\displaystyle q_{ideal}}, mit minimaler sphärischer Aberration. Dieser ideale Formfaktor ist stark brechungsindexabhängig. Für dünne Linsen und parallelen Lichteinfall lautet die Formel für den idealen Formfaktor
{\displaystyle q_{ideal}={\frac {2(n^{2}-1)}{n+2}}}
wobei {\displaystyle n} der Brechungsindex des Linsenmaterials ist.